# 墙壁之间
《墙壁之间》是一部2008年法國電影，由洛宏·康鐵導演。根据法国作家弗朗索瓦·贝戈多的2006年同名小说改编，小說是根據作者在巴黎的內城區中學擔任教師，任教法文及文學課時的經歷而寫成，電影劇本由作者親自撰寫。
電影讲述巴黎普通中学裡一名年轻法语教师和一群叛逆少年之间的故事。影片并不具有很强的戏剧性，而是将关注焦点放在学校的日常生活上，通过师生之间妙趣横生的对话，反映了法国现行教育制度中的问题。作家贝戈多在片中親自飾演法语教师，而其他角色大多由非专业演员出演。
本片獲得2008年第61屆康城電影節金棕櫚獎，2009年凱撒電影獎最佳劇本，入圍2008年奧斯卡最佳外語片獎。

## 外部連結
- 開眼電影網上《我和我的小鬼們》的資料（繁體中文）
- 豆瓣电影上《课室风云》的資料 （简体中文）
- 时光网上《课室风云》的資料（简体中文）
- AllMovie上的资料（英文）
- 爛番茄上的資料（英文）
- Box Office Mojo上的資料（英文）
- TCM电影资料库上的资料（英文）
- Metacritic上的資料（英文）
- 互联网电影数据库（IMDb）上的资料（英文）

| 獎項                       | 獎項                      | 獎項                |
| -------------------------- | ------------------------- | ------------------- |
| 前任： 《4個月3星期零2天》 | 金棕櫚奖 第61届康城電影節 | 繼任： 《白色緞帶》 |